# Nis-Edwin List-Petersen
Nis-Edwin List-Petersen (* 25. november 1947 i Løgumkloster, Sønderjylland, Danmark) er en diakon, diplom-religionspædagog, biblioteksdirektør, komponist, musiker og forfatter.

## Biografi
Nis-Edwin List-Petersen bor i Aabenraa / Danmark). 1970 eksamen som diakon og diplom-religionspædagog i Stephansstift (i dag: Fachhochschule Hannover University of Applied Sciences and Arts) i Hannover, 1970–71 distriktsungdomskonsulent i Hannover, 1971–78 ettablering og ledelse af Kirchenkreisjugendwerk Norderdithmarschen, 1978–90 forstander for Jugendhof Knivsberg på Knivsbjerg, 1990–99 generalsekretær for Landesmusikrat Schleswig-Holstein svarende til Statens Musikråd i Danmark, (i denne funktion medlem af styrelsen for JazzBaltica), fra 1999 til 2014 biblioteksdirektør for Deutsche Büchereizentrale und Zentralbücherei Apenrade, det tyske mindretal i Sønderjyllands biblioteksvæsen og fra 1999 til 2012 kulturkoordinator for det tyske mindretal i Danmark, dirigent for „Edwin's Karkenswinger's“ (1971–78), „DEKTonium“ (1979–99), „Sønderborg Gospelchoir“ (1999–2006) og fra 2007 „Aabenraa Shantykor“, medlem af den tyske forfatter- og komponistgruppe TAKT.
Siden 1975 udgivelse af diverse nye salmekompositioner i tyske samlebøger (bl.a. Evangelisches Gesangbuch/Gesangbuch der Evangelisch-methodistischen Kirche), bl.a. i forlagene Strube-Verlag (München), Hänssler Verlag (Stuttgart), Singende Gemeinde (Wuppertal), Deutscher Evangelischer Kirchentag Fulda) og tvd-verlag (Düsseldorf), Carus-Verlag samt publikationer i bl.a. Verlagsgruppe Husum. Siden 1981 bidrag i radio og tv, bl.a. musik i forbindelse med åbningsarrangementer for de tyske evangeliske kirkedage 1987 Frankfurt am Main og 1991 Ruhrgebiet i (ZDF)samt slutgudstjenesten i München 1993 (ARD) med ensemblet "DEKTonium". 1989 uropførelse af blues-kantata "Utopia" i Hochschule der Künste Berlin. 2009 uropførelse af 275års-jubilæumsmarchen for Aabenraa Skyttelaug i tilstedeværelse af Hans Kongelige Højhed Prins Henrik.

## Frivillige Hverv
- 1978–1990 formand der LAG Jugendmusik Schleswig-Holstein
- 1983–1990 kulturudvalgsformand for det Tyske Mindretal i Danmark
- 1979–1990 formand for Miljøforeningen "Kalvø's Venner"
- 1997–1999 formand for Foreningen af Europæiske Grænsependlere
- 2007-2012 næstformand for Træskibs Sammenslutningen – Forening til bevarelse af ældre brugsfartøjer
- 2008-2014 formand for musikrådet i Aabenraa Kommune
- 2009-2016 Danmarks repræsentant i European Maritime Heritage Arkiveret 6. december 2009 hos  Wayback Machine
- 2011-2016 formand for Cultural Council i European Maritime Heritage Arkiveret 6. december 2009 hos  Wayback Machine
- siden 2019 Treasurer i European Maritime Heritage Arkiveret 6. december 2009 hos  Wayback Machine

## Kompositioner(uddrag)
- Geht in die Nacht und sucht einen Stern (1978; tekst: Eckart Bücken) DEKT-Lieder 1981 & 1983 – Evangelisch-Lutherische Landeskirche Hannovers Beiheft 83 – Siebenten-Tags-Adventisten Gesangbuch Regenbogen 216
- Du bist bei uns und wir bei Dir (1978; tekst: Wilhelm Willms) i Unverhofft – Liedermacher kommen nach Himmerod
- Ich bin entzweigesungen (1978; tekst: Stephan Reimund Senge) i Unverhofft – Liedermacher kommen nach Himmerod
- Zuruf – Wenn die Propheten den zögernden zu essen geben (1979; tekst Arnim Juhre)
- Brot des Lebens (1986; tekst: Peter Spangenberg) DEKT-Lieder 1987 – i ISBN 3-924166-17-X
- Ein Lied hat die Freude sich ausgedacht (1986; tekst: Hartmut Handt 1985) Evangelisches Gesangbuch 580 Hannover/Bremen – Gesangbuch der Evangelisch-methodistischen Kirche 598 – Mennonitisches Gesangbuch 238
- Der du am Kreuze hängst (1986; tekst: Lothar Petzold) DEKT-Lieder 1987
- Warum weint Hannah (1986; tekst: Friedrich Karl Barth) DEKT 1989
- Utopia – Blueskantate (1989; tekst: Wilhelm Willms 1974)
- Gottes Geist befreit zum Leben (1990; tekst: Hans-Jürgen Netz) DEKT-Lieder 1991 tvd-Verlag "Mein Liederbuch" ISBN 3-926512-20-2
- Kleiner Tropfen 1991; (tekst: Hans-Jürgen Netz) Schöpfungslieder DEKT 1997 tvd-Verlag – i: Das große Umweltliederbuch ISBN 3-7663-1124-7 Bund-Verlag 1994
- Nun schließt der Bogen sich zum Kreis (1991; tekst: Hans-Jürgen Netz) Schöpfungslieder DEKT 1997 tvd-Verlag ISMN M-700029-05-0
- Korhefte "Nun schließt der Bogen sich zum Kreis" 1997 tvd-Verlag ISMN M-700029-05-0

## Diskografi (uddrag)
- 1976 lp "Wir steh'n auf dünner Erdenhaut" (Grammark-Verlag)
- 1981 lp og mk "Herr, deine Liebe ist wie Gras und Ufer" Benefizplatte von (Brot für die Welt)
- 1987 og 1989 sange på lp, mk og cd som er udgivet af de Tykse Kirkedage,(DEKT)
- 1993 cd og mk "Wasser – Quellen der Schöpfung" (tvd-Verlag)
- 2002 cd "Gospel Power" – Sønderborg Gospel Choir vol. 2 (SGC02)

## Weblinks
- Nis-Edwin List-Petersens hjemmeside Arkiveret 11. august 2019 hos  Wayback Machine
- Litteratur af og om Nis-Edwin List-Petersen Arkiveret 5. marts 2016 hos  Wayback Machine i Det Tyske Nationalbiblioteks Katalog Arkiveret 24. februar 2011 hos  Wayback Machine
- Litteratur af og om Nis-Edwin List-Petersen i Det Tyske Nationalbiblioteks Katalog Arkiveret 24. februar 2011 hos  Wayback Machine
- Informationer om Nis-Edwin List-Petersen i det tyske BAM-Portal
- Hjemmeside for Jugendhof Knivsberg
- Hjemmeside for Landemusikrat Schleswig-Holstein
- Hjemmeside for Forening af Europæiske Grænsependlere Arkiveret 17. maj 2014 hos  Wayback Machine
- Hjemmeside for Træskibs Sammenslutningen
- Hjemmeside for European Maritime Heritage Arkiveret 6. december 2009 hos  Wayback Machine
- Hjemmeside for Deutsche Büchereizentrale und Zentralbücherei Apenrade